# Nialus venyigei
Nialus venyigei är en skalbaggsart som beskrevs av S. Endrödi 1969. Nialus venyigei ingår i släktet Nialus och familjen Aphodiidae. Inga underarter finns listade i Catalogue of Life.